# Los Cangilones
El poblado Los Cangilones, pertenece al municipio Sierra de Cubitas, y tiene una extensión territorial de 11,0 km². Este poblado es atravesado por un segmento del río Máximo, y en esa zona la trayectoria fluvial ha logrado su cauce a través de calizas marmóreas que datan del Período Terciario; crea allí una bella galería conocida como Los Cangilones, protegidos como "Elemento Natural Destacado".

## Situación geográfica
Se encuentra situado al sur del municipio, y limita al norte con el poblado de Sola, al sur con el poblado de La América, al este con Caidije, al oeste con el macizo montañoso de la Sierra de Cubitas.

## Equipamientos
El poblado Los Cangilones cuenta con una escuela primaria, un puesto médico, una tienda de productos alimenticios, el campismo popular y un área turística. En cuanto a la accesibilidad, Los Cangilones está en fase de reparación para un mejor acceso. 